# Nils Månsson (död 1654)
Nils Månsson, död 1654, var Nora stads första borgmästare 1645–1654.
Nils Månsson var son till bergsmannen Mauritz Pedersson, vilken möjligen var av tyskt ursprung, inom släkten brukades ibland tillnamnet Neitzer. Han blev 1641 kronans befallningsman i Nora-Linde fögderi och 1645 borgmästare i Nora. Nils Månsson var samtidigt bergsman, ägde en tid Järle nedre hammare och var delägare i Fibbetorp med Fibbehytte masugn samt av hamrarna i Bröstorp och Djupedal. Han lät även bygga en sågkvarn vid Ramshyttan. Utsagorna om hans insatser som borgmästare går isär, det finns klagomål om att han förtalat bergsmän inför landshövdingen. I samband med en process med stadsorganisten Erik Olovsson 1647, som Nils Månsson vann, sägs han själv ha blivit förtalad i Nora vilket ledde till att han och hustrun föraktades av stadens innevånare. Han sägs dock i konfirmationsbrevet på tillträdet som borgmästare ha skött sitt arbete "skickligt och bekvämt".